# Pentagonia wendlandii
Pentagonia wendlandii är en måreväxtart som beskrevs av Joseph Dalton Hooker. Pentagonia wendlandii ingår i släktet Pentagonia och familjen måreväxter. Inga underarter finns listade i Catalogue of Life.